# A Spy on Mother Midnight
A Spy on Mother Midnight (1748) es una novela epistolar erótica publicada en tres chapbooks, de autoría anónima. Su narrador, Richard F------, se disfraza de mujer para poder tener relaciones sexuales clandestinamente con una serie de mujeres. La página del título completo del libro dice: A Spy on Mother Midnight: Or, The Templar Metamorphos'd. Being a Lying-In Conversation. With a Curious Adventure. In a Letter from a young Gentleman in the Country, to his Friend in Town. Aunque el libro fue escrito originalmente como pornografía, ahora se estudia por su descripción del género y la sexualidad inglesa del siglo XVIII, especialmente sus representaciones de consoladores, transformismo y homoerotismo.

## Sinopsis
Richard F------, llamado Dick, es un libertino urbano que ha pasado meses persiguiendo a una mojigata campesina, Maria. Se viste para asumir el personaje de «Miss Polly», un disfraz que le resulta fácil y divertido a lo largo del libro. Sigue a María hasta una posada rural aislada, acompañado por una amiga, Nancy, que actúa como su criada. María está en la posada para asistir a la postración de su prima (es decir, el período tardío de su embarazo, parto y recuperación postnatal). «Miss Polly» también está invitada al descanso, donde Dick queda sorprendido por la conversación sexualmente franca de las mujeres. Esa noche, María invita a «Miss Polly» a compartir su cama, una práctica común entre viajeros del mismo sexo. Dick ve un consolador de marfil en las cosas de María, lo que revela que ella no es tan mojigata como parecía. «Miss Polly» sugiere usar el consolador para fingir que María está teniendo relaciones sexuales con Dick; lo sustituye por su propio pene, lo que inicialmente sorprende pero luego deleita a María.
Por la mañana, María está preocupada porque Nancy sabe que tuvieron relaciones sexuales. Dick defiende el personaje de Nancy y cuenta la historia de cómo fue seducida y abandonada, y luego recurrió al trabajo sexual. Dick y María disfrutan del sexo por una segunda noche. Llegan más invitados a la posada, incluida la prima de María, Fanny, que atrae a Dick. María es llamada para visitar a un pariente enfermo en otro lugar, y Fanny comparte cama con «Miss Polly». Fanny pide un masaje en una llaga que tiene en el muslo, lo que Dick toma como excusa para practicar fingering. Cuando Fanny se da cuenta de que es un hombre, inmediatamente lo rechaza, pero decide no pedir ayuda para que su prima María no enfrente un escándalo por compartir su habitación durante las últimas dos noches.

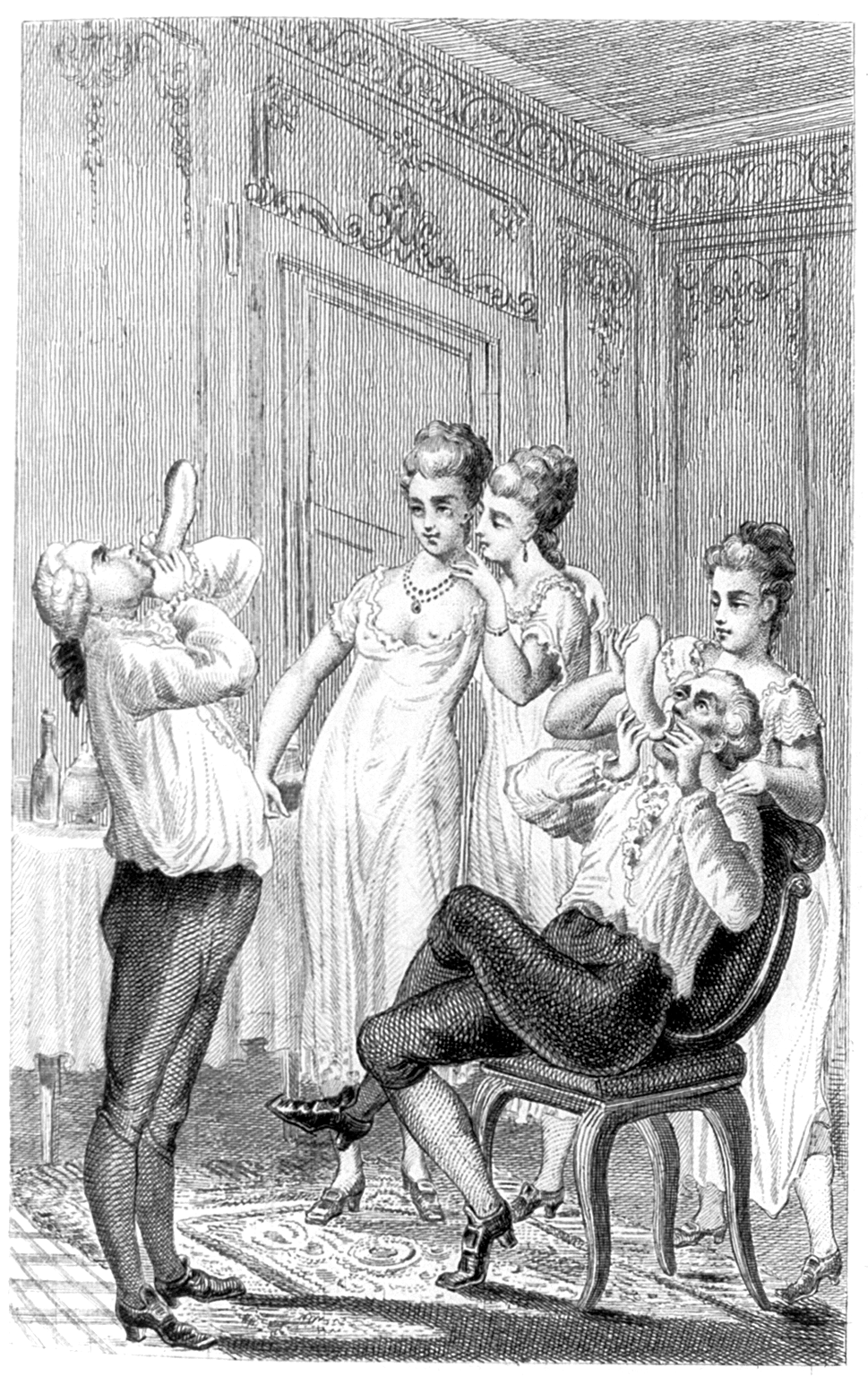
Casanova y un amigo inflan condones para comprobar si tienen agujeros antes de tener relaciones sexuales, en una ilustración de 1872. El suministro de condones de Dick en Mother Midnight lo ayuda a mantener un sexo libre de consecuencias.

Dick decide convencer a Fanny para que tengan relaciones sexuales. Él le asegura que no hay riesgo de embarazo porque tiene condones. Se pone uno. Fanny protesta verbalmente, pero él la abraza y la penetra, lo que finalmente le inspira placer. Continúan teniendo relaciones sexuales durante los próximos dos o tres días. Mientras tanto, Nancy se fija en una atractiva criada, Sally, y le apuesta a Dick que no podrá resistirse a tener sexo con ella. Nancy invita a Sally a compartir su cama; Dick ocupa el lugar de Nancy y tienen relaciones sexuales. Cuando Dick regresa a la cama de Fanny, ella se ríe de él por perder la apuesta y revela que ella misma había ocupado el lugar de Sally. Los siguientes huéspedes de la posada son un predicador metodista y un joven escudero, quienes persiguen a «Miss Polly». «Miss Polly» finge corresponderle a ambos hombres para que planeen una cita, lo que permite a Dick y Nancy engañar al predicador para que lo encierren en el retrete durante la noche y engañar al escudero para que se case con Nancy. Nancy, el escudero y «Miss Polly» parten hacia Londres muy animados.

## Historial de publicaciones
La historia fue publicada de forma anónima, en tres partes. La segunda parte se tituló A Continuation of Mr. F--------'s Adventures in Petty-Coats: Being the Second Part of The Spy on Mother Midnight, y la tercera parte fue A Further Continuation of Mr. F------'s Adventures in Petty-Coats: Being the Third and Last Part of the Spy on Mother Midnight. La primera parte se anunció a la venta por nueve chelines en la edición de febrero de 1748 de The London Magazine, y la segunda parte se anunció el mes siguiente por un chelín.
La historia también se vendió como parte de The Temple of Fame: or, the Sc—d—l—s [Scandalous] Chronicle for the Year 1748, pero no tuvo reediciones en nuevas ediciones en el siglo XVIII, lo que sugiere una audiencia relativamente pequeña o falta de éxito comercial en ese momento. No llamó la atención hasta que surgió el interés moderno por la historia de la sexualidad, especialmente la sexualidad queer. Se reimprimió un extracto en Secret Sexualities: A Sourcebook of 17th and 18th Century Writing (1997) entre sus «textos sáficos», y el trabajo completo se incluyó en Eighteenth-Century British Erotica (2004).

## Estilo
La historia se cuenta a través de seis cartas ficticias, dirigidas a Jack, el amigo de Dick. Destaca por su tono alegre, que no se disculpa por su contenido. Como la mayoría de la literatura erótica inglesa de la época, emplea metáforas y alusiones en lugar de ahondar en detalle en el movimiento de partes específicas del cuerpo. Su principal técnica narrativa es generar una anticipación detallada durante el coqueteo y el acercamiento del narrador, y luego detenerse repentinamente en el momento de la consumación y dejar que el lector imagine el resto. Cuando Dick y María tienen relaciones sexuales por primera vez, por ejemplo, Dick describe haber abrazado a María, y luego la penetración está implícita en la exclamación de sorpresa de María cuando se da cuenta de que el pene de Dick no es su consolador. Esta tendencia a pasar por alto de forma alusiva los actos sexuales distingue a A Spy on Mother Midnight de la época como erotismo más que como pornografía, lo que (especialmente en las obras francesas) sería más descriptivo. A menudo, el lenguaje metafórico de los actos sexuales se basa en juegos de palabras. Especialmente cuando Dick describe su encuentro con María en la iglesia, los juegos de palabras juegan con el lenguaje religioso. Reutilizar el lenguaje religioso para darle dobles sentidos fue otra técnica retórica común en los textos eróticos del siglo XVIII, que a menudo satirizaban la moral religiosa.

## Temas principales

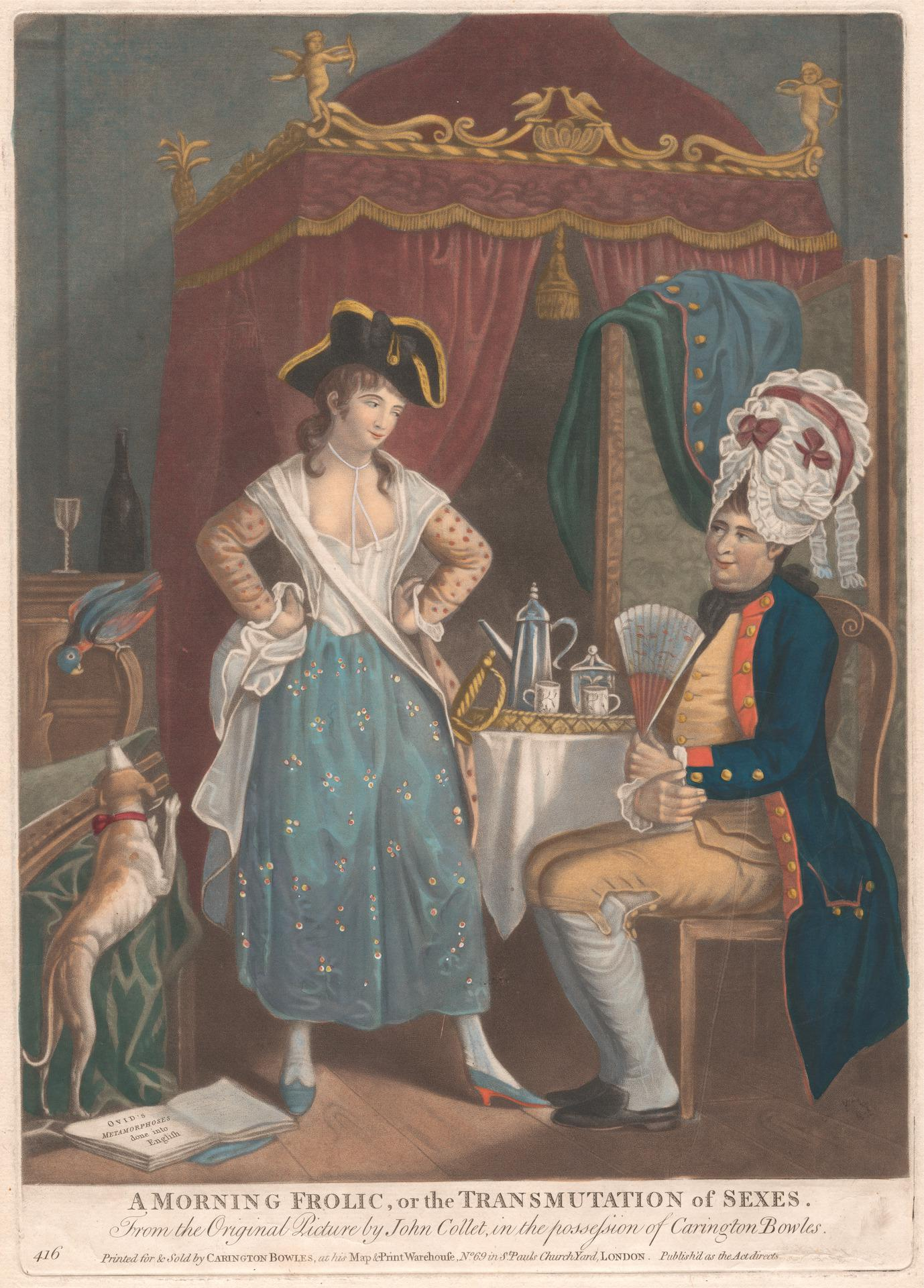
A Morning Frolic, or the Transmutation of the Sexes, una mezzotinta c. 1780 según una pintura de John Collett que representa el travestismo. En el suelo hay una copia de Las metamorfosis de Ovidio, a la que también se hace referencia en el subtítulo de Mother Midnight, The Templar Metamorphos'd («El templario metamorfoseado»).

### El travestismo como traspaso de fronteras sociales
En Mother Midnight, la introducción de un disfraz habría señalado el contenido erótico del libro a los lectores del siglo XVIII, enfatizado aún más por los subtítulos de las dos continuaciones, Adventures in Petty-Coats («Aventuras en enaguas»). Los bailes de máscaras y los disfraces se asociaban, en general, con la licencia social y sexual en la ficción del siglo XVIII. En las fiestas públicas de disfraces con máscaras, la negación posible permitida por el anonimato permitía tanto a hombres como a mujeres una libertad social inusual. El disfraz de Dick le permite cruzar fronteras tanto de género como de clase, ya que «Miss Polly» no es miembro de la nobleza. Como resultado, la historia presenta estas categorías sociales como potencialmente fluidas.

### Libertinismo sexual y homoerotismo
El tema principal del libro es la aceptación del libertinaje sexual. A diferencia de obras como The Libertine (1807), que termina con el libertino titular siendo arrastrado al infierno, el final de Mother Midnight no castiga a ninguno de los personajes. Los encuentros sexuales se presentan como no violentos y placenteros para todas las partes, sin consecuencias negativas. Además, en última instancia, ninguna de las parejas sexuales de Dick está restringida por el matrimonio. Estos factores no estaban garantizados en la pornografía del siglo XVIII y reflejan el entusiasmo de esta obra por el sexo.
A Spy on Mother Midnight se destaca especialmente por extender su actitud alegre y permisiva al travestismo y los coqueteos con los hombres del narrador. Otra literatura de la época es casi universalmente despectiva de los «mollies» y los hombres travestidos. Incluso en el ámbito de la pornografía, cualquier discusión sobre la sodomía sería seguida por duras condenas que insisten en que todos los sodomitas serán castigados. Dick, sin embargo, se jacta de la facilidad con la que sus rasgos femeninos le permiten travestirse y aviva intencionalmente la lujuria de sus pretendientes masculinos al final del trabajo. El narrador se dirige directamente al compañero libertino a quien escribe sus cartas, llamando la atención sobre el hecho de que el lector esperado de sus escapadas también es un hombre y creando un escenario completamente homoerótico en el que un hombre describe su seducción de otro hombre para excitar a un tercer hombre. A través del diálogo exclusivamente femenino en el momento de acostarse, la historia también proporciona una discusión extensa y detallada sobre el atractivo relativo de varios tipos de pene. En conjunto, estos factores presentan el homoerotismo masculino como no amenazante e incluso divertido, sin dejar de ser lo suficientemente subtextual como para que no sea necesaria ninguna negación homofóbica.

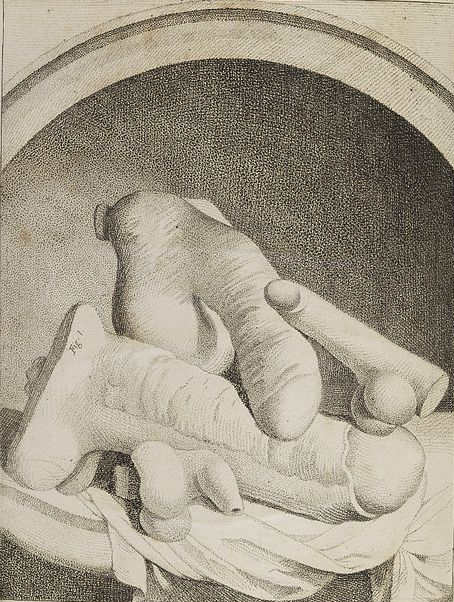
Consoladores, del frontispicio del libro de 1786 An Account of the Remains of the Worship of Priapus.

Además de su subtexto homoerótico masculino, A Spy on Mother Midnight también es conocido por su texto homoerótico femenino. Todo el acceso sexual de Dick a las mujeres se basa en su creencia de que él también es una mujer. El secreto mundo sexual femenino en el que ingresa está representado de manera más destacada por el consolador de María. En la pornografía del siglo XVIII, el consolador es un símbolo material del deseo lésbico y potencialmente amenazador como herramienta para la independencia sexual de las mujeres. El acto del narrador de sustituir el consolador de María por su pene representó una fantasía recurrente del siglo XVIII de «superar y engañar a las lesbianas cuyo uso de un consolador amenaza el poder masculino». Luego, Dick le dice a María que su sexo era «menos pecaminoso e indiscutiblemente más natural de lo que... ella había recurrido hasta ahora», reforzando una moralidad heterosexual. Al mismo tiempo, la identificación del narrador con el consolador de María refleja sus propias transgresiones de género al ingresar a espacios femeninos. Fantasea con primero destruir y luego convertirse en el consolador de María, describiendo una disolución de su condición de hombre y heterosexual en la búsqueda del secreto mundo interior del placer femenino.

### El poder sexual de las comadrona
Mother Midnight («Madre Medianoche»), parte del título del libro y el nombre de uno de sus personajes, era un término vulgar para una comadrona sexualizada, que a menudo se usaba para un personaje tipo. El nacimiento y la partería fueron temas recurrentes en la pornografía del siglo XVIII; Los textos eróticos podrían venderse como manuales de partería. Cuando se publicó A Spy on Mother Midnight a mediados del siglo XVIII, la partería era cada vez más practicada por parteros y médicos varones. Por lo tanto, una comadrona era una figura potencialmente de mala reputación, notable por su conocimiento sexual. En la ficción, las comadronas eran típicamente caracterizadas como obscenas y frecuentemente como proxenetas sexuales. La Madre Medianoche de la novela, al igual que otras comadronas ficticias con este nombre, utiliza su posición de conocimiento privilegiado para ejercer poder sobre los hombres. Instruye a las mujeres jóvenes sobre los estándares que deben esperar del desempeño sexual de sus maridos y las ayuda en múltiples engaños sexuales. En la escena inicial del nacimiento de la historia, por ejemplo, Madre Medianoche sabe que el marido de la madre no es el padre de su bebé y oculta esta ruptura del linaje familiar.
La comadrona también es la figura decorativa de la reunión social exclusiva para mujeres de amigos y familiares que llegan para apoyar a una nueva madre antes y después del nacimiento. Debido a que permanecer en cama era íntimo, privado y estaba prohibido para los hombres, algunos lo veían como un misterio tentador. En las molly house s, los hombres a veces se vestían para representar escenas paródicas de nacimiento y postración, asociando aún más la postración con el homoerotismo.